# 朱明洞
朱明洞，位于中国广东省惠州市博罗县罗浮山，为罗浮山十八洞天之首。该景区内古遗迹众多。1978年，列入博罗县文物保护单位；同时朱明洞石刻群亦列入县级文物保护单位。